# جيمس هيل (مجدف)
جيمس هيل (بالإنجليزية: James Roy Hill) هو مجدف نيوزيلندي، ولد في 20 نوفمبر 1930 في هاميلتون في نيوزيلندا.

## وصلات خارجية
- جيمس هيل على موقع الاتحاد الدولي للتجديف (الإنجليزية)
- جيمس هيل على موقع اللجنة الأولمبية الدولية (الإنجليزية)
- جيمس هيل على موقع أوليمبيديا (الإنجليزية)